# 伊東祐淳

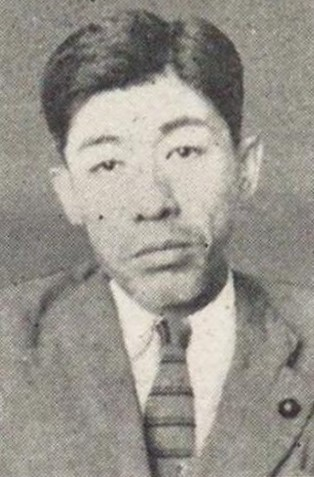
伊東祐淳

伊東 祐淳（いとう すけあつ、1907年（明治40年）9月30日 - 1990年（平成2年）5月6日）は、昭和期の政治家、華族。貴族院子爵議員。

## 経歴
東京府出身。子爵・伊東祐弘の長男として生まれる。父の死去に伴い、1932年（昭和7年）1月15日に子爵を襲爵した。1936年（昭和11年）京都帝国大学経済学部卒業。同年、日興木材（宮城県）相談役に就任。
1946年（昭和21年）8月22日、貴族院子爵議員補欠選挙で当選し、研究会に属して活動し1947年（昭和22年）5月2日の貴族院廃止まで在任した。
古美術に精通し、数冊の書籍を出版した。また、渋谷区松濤の自宅を高級マンションとして開発して戦後も事業家として成功を収めた。

## 著作
- 『古玩随語』1981年 創樹社美術出版
- 『皿と私』（小森松庵、黒田陶々庵と共同監修）1970年 光芸出版

## 親族
- 母 伊東経子（つねこ、松平康民四女）[1][3]
- 妻 伊東英子（ひでこ、日本郵船副社長・石井徹二女）[1]
- 長男 伊東祐昭[1]